# 55a edició dels Premis Sant Jordi de Cinematografia
La 55a edició dels Premis Sant Jordi de Cinematografia va tenir lloc en 2011. Com en anys anteriors, un jurat compost per més de vint crítics cinematogràfics de Barcelona va decidir mitjançant votació els qui eren els destinataris dels premis Sant Jordi que Ràdio Nacional d'Espanya (RNE) concedeix anualment al cinema espanyol i estranger en els set apartats competitius i que en aquesta edició distingeixen a les pel·lícules estrenades al llarg de l'any 2010. Aquest sistema d'elecció fa que els premis estiguin considerats com un premi de la crítica barcelonina.
El jurat va estar compost per Núria Cornet, de la agència EFE; Dídac Alcántara, de COM Ràdio; José Enrique, de la Asociación de Críticos; Fausto Fernández, de Fotogramas; Desireé de Fez, de Guía del Ocio; Ángel Comas, d' Imágenes de Actualidad; Quim Casas, d'El Periódico; Rafael Miret, de Dirigido por; Àngel Sala, de TV3; Oti Rodríguez, d'ABC; Ramón Redondo, de La Mañana; Carlos Losilla, de Caimán Cuadernos de Cine; Xavier Roca, d' Avui; Jordi Camps, d' El Punt; Carles Mir, de BTV; Lluís Bonet, de Time Out; Salvador Llopart, de La Vanguardia; Eduardo de Vicente, d'Onda Cero; i Argimiro Lozano, Joan Munsó, Enriqueta Muntañá i Conxita Casanovas, de Ràdio Nacional d'Espanya. El jurat va donar a conèixer els premis el 24 de gener de 2011.
A més dels premis competitius, RNE va concedir el Premi a la trajectòria professional al director i guionista Vicente Aranda, i la Generalitat de Catalunya va atorgar el Premi a la indústria al crític i historiador cinematogràfic Romà Gubern. Finalment, el públic de Ràdio 4 va concedir per votació les denominades «Roses de Sant Jordi» a les quals va considerar millors pel·lícules nacional i estrangera.
Els premis van ser lliurats l'11 d'abril de 2011 en una cerimònia celebrada en els estudis de TVE situats en Sant Cugat del Vallès i presentada pels periodistes Cristina Puig, de Televisió Espanyola, i Toni Garrido, d'RNE. L'acte va estar dedicat a la figura del cineasta Luis García Berlanga, mort pocs mesos abans, i va comptar amb l'assistència de la ministra de Cultura Ángeles González Sinde.

## Premis Sant Jordi
| Categoria                              | Premiat                           | Labor premiada                      |
| -------------------------------------- | --------------------------------- | ----------------------------------- |
| Millor pel·lícula espanyola            | Enterrat                          | Pel·lícula                          |
| Millor actor en pel·lícula espanyola   | Carlos Areces Antonio de la Torre | Balada triste de trompeta           |
| Millor actriu en pel·lícula espanyola  | Aina Clotet Fresquet              | Elisa K                             |
| Millor òpera prima                     | Caracremada                       | Pel·lícula                          |
| Millor pel·lícula estrangera           | La xarxa social                   | Pel·lícula                          |
| Millor actor en pel·lícula estrangera  | Joaquin Phoenix                   | Dos amants                          |
| Millor actriu en pel·lícula estrangera | Giovanna Mezzogiorno              | Vincere                             |
| Premi especial a la indústria          | Romà Gubern                       | Crític i historiador cinematogràfic |
| Premi a la trajectòria professional    | Vicente Aranda                    | Trajectòria                         |

## Roses de Sant Jordi
| Categoria                    | Premiat            |
| ---------------------------- | ------------------ |
| Millor pel·lícula espanyola  | Pa negre           |
| Millor pel·lícula estrangera | El discurs del rei |